# Kosta Manojlović
Pour les articles homonymes, voir Manojlović.
Konstantin "Kosta" Manojlović (en serbe cyrillique : Коста Манојловић ; né le 22 novembre 1890 à Kraljevo et mort le 2 octobre 1919 à Belgrade) était un compositeur yougoslave et serbe ; il était également ethnomusicologue. 

## Présentation
Kosta Manojlović a suivi des études de musique à Munich, Belgrade et Oxford puis il enseigna à l'école de musique et à l'Académie de musique de Belgrade.
Il a composé un quintette à cordes et des œuvres pour piano, deux requiems, une cantate, des pièces chorales et des mélodies, dont les cycles Žalne pesme, Pesme zemlje Raške et Pesme zemlje Skenderbegove.
Parallèlement à son activité de compositeur, il a rédigé des ouvrages de musicologie.

## Écrits musicologiques
- Spomenicu Stevanu Mokranjcu
- Muzicke karakteristike našeg juga
- Muzicko delo našeg sela
- Narodne melodije u istocnoj Srbiji

## Postérité
Plusieurs écoles de musique portent son nom, dont celles de Zemun, créée en 1939, et de Smederevo.